# Centro de Investigaciones Paleontológicas

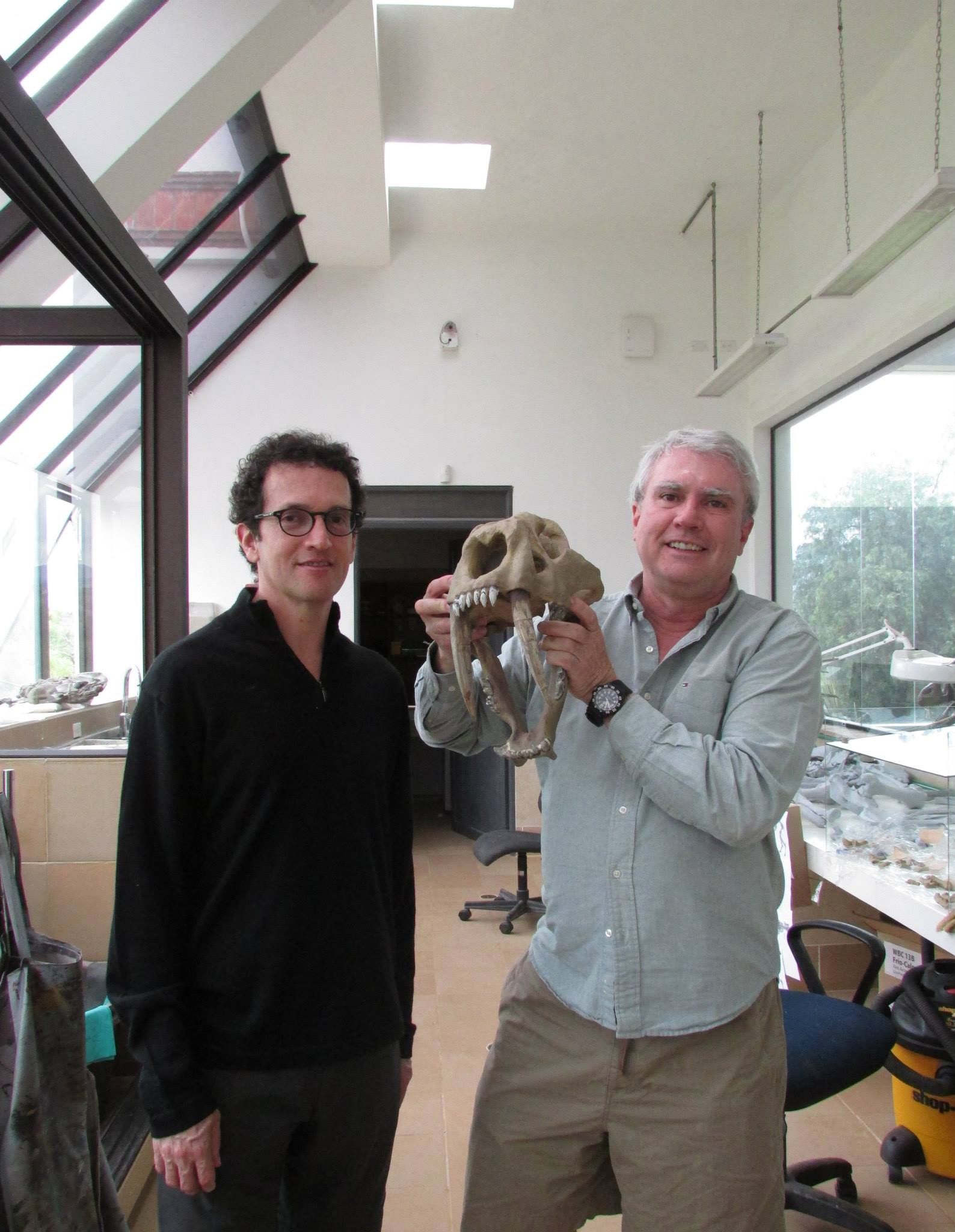
De izquierda a derecha el Dr. Felipe Uriza, Radiólogo del Hospital San Ignacio, quien apoya al CIP en tomar scanner a los fósiles del CIP y a la derecha el Dr Santiago Padilla, fundador del Centro de Investigaciones Paleontológicas CIP.

El Centro de Investigaciones Paleontológicas (CIP), es una institución privada, sin ánimo de lucro, ubicada en el municipio de Villa de Leyva, Colombia.
El CIP trae a Villa de Leyva uno de los laboratorios más avanzados de Latinoamérica en la preparación de fósiles vertebrados. Aquí permanece una de las colecciones más completas de reptiles marinos prehistóricos de Sudamérica, restos de dinosaurios, mamíferos y paleoflora. 

## Historia

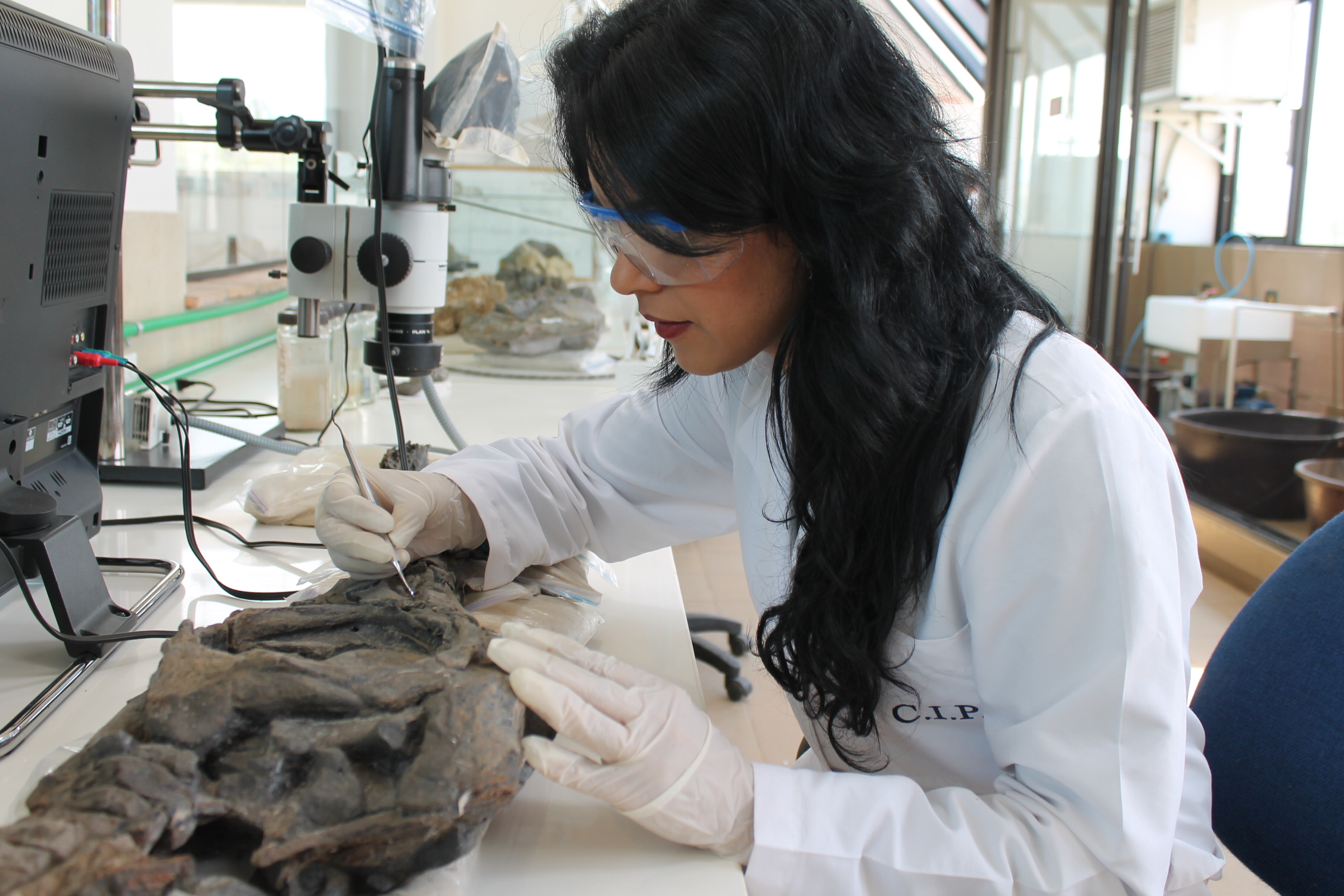
Mary Luz Parra Ruge, Gerente CIP y Técnico de Laboratorio.

Hace más de tres décadas, tres personas con diferente rumbo de estudio y vida profesional,  pero inspiradas por su pasión por la paleontología convergen alrededor de unos fósiles vertebrados sobresalientes. Reconociendo el valor de estos fósiles y la necesidad de protegerlos, prepararlos y estudiarlos, constituyen la fundación colombiana de geobiología, para contar con una organización dedicada a recuperar, preparar, conservar, estudiar y divulgar parte de la riqueza prehistórica de Colombia. 
Con el paso del tiempo se logran importantes avances técnicos, con desarrollo de procedimientos de preparación propios de la fundación y se enriquece notablemente la colección. 
A partir de este momento viene el reconocimiento nacional e internacional por profesionales y es cuando se toma la iniciativa de tener una sede de mayor escala para albergar la colección y el laboratorio. Así es como nace el Centro de Investigaciones Paleontológicas CIP; siendo la primera institución colombiana enteramente dedicada a esta actividad.  2009. 
El gerente de la Fundación Colombiana de Geobiología, Dr. Carlos Bernardo Padilla, motivado por su interés en estudiar y proteger los fósiles, decide que es de vital importancia crear un instituto que se encargue de inculcar en los villaleyvanos y en sus visitantes el cuidado, preservación y estudio de los fósiles.
Con el paso del tiempo, Carlos Padilla logra sobresalir en el campo de la paleontología, consiguiendo el apoyo científico y técnico de algunas entidades nacionales e internacionales para el CIP. Es así como, Maloka, la Smithsonian Institution, la Universidad de Cambridge, el American Museum of Natural History en Nueva York, el M.E.F. en la Patagonia Argentina y el Field Museum en Chicago, deciden apoyar con nuevas técnicas, herramientas y fósiles para la colección. Actualmente está bajo la dirección de Santiago Padilla, uno de los fundadores del CIP.
De esta forma, el CIP, inicia sus operaciones, adecuaciones y proyectos el 4 de agosto de 2012, abriendo las puertas al público el 13 de octubre de 2012. Actualmente esta activamente trabajando en varias publicaciones de nuevas especies dentro la cual está Padillasaurus leivaensis. Este saurópodo es un nuevo género y especie de dinosaurio, el primero descrito de Colombia.

## Misión
El CIP, tiene como misión desarrollar nuevas técnicas aplicadas a la preparación y estudio del material paleontológico. Ser un depositario de material de especímenes paleontológicos para su preparación, conservación y custodia. Poner a disposición de académicos acreditados para avanzar en el conocimiento de nuestros sistemas ecológicos prehistóricos. Divulgar conocimiento paleontológico para promover conciencia sobre las causas de desaparición de especies en el pasado y la conservación de las actuales. 

## Visión
El CIP, será una organización autosuficiente encargada de la custodia del material paleontológico. Buscara aumentar el conocimiento de los ecosistemas del pasado y su relación con los presentes para divulgarlo a la comunidad científica y al público en general. Se proyectara para ser un centro de referencia en investigación nacional e internacional para futuras generaciones y ser un promotor en la paleontología apoyando la formación de científicos.

## Objetivos
Rescatar el material paleontológico de la región, ofreciendo el conocimiento en proyectos regionales. Conservar el material paleontológico, en un lugar adecuado con un registro fósil de colección. Estudiar el material paleontológico, muchos de los fósiles son nuevas especies; por medio de convenios entre instituciones y universidades,  se puede lograr descifrar la biodiversidad de flora y fauna, para que estos científicos y estudiantes se animen a estudiar dicho material. Divulgar el material paleontológico en diferentes formas, de esta manera se puede lograr concientizar y culturalizar a toda la población de cuan tan importante es proteger el patrimonio paleontológico de Colombia. 

## Laboratorio
El Centro de Investigaciones Paleontológicas realiza preparación de material paleontológico, para lo que ha formado a algunos jóvenes en el manejo de diferentes técnicas usadas en la reparación de fósiles. Cabe resaltar que este centro cuenta con instalaciones, equipo y herramienta adecuada para la preparación mecánica y química de macrofósiles; algunas de ellas donadas por las instituciones con las que tienen convenios. 

## Especímenes
Entre los fósiles exhibidos en el Centro de Investigación Paleontológico se encuentran fósiles pertenecientes a las eras Paleozoica, Mesozoica y Cenozoica:
- Ictiosaurios
- Plesiosaurios
- Tortugas marinas
- Smilodon (félido dientes de sable)
- Huevos de tortugas marinas
- Trilobites
- Ammonoidea

## Atractivos turísticos

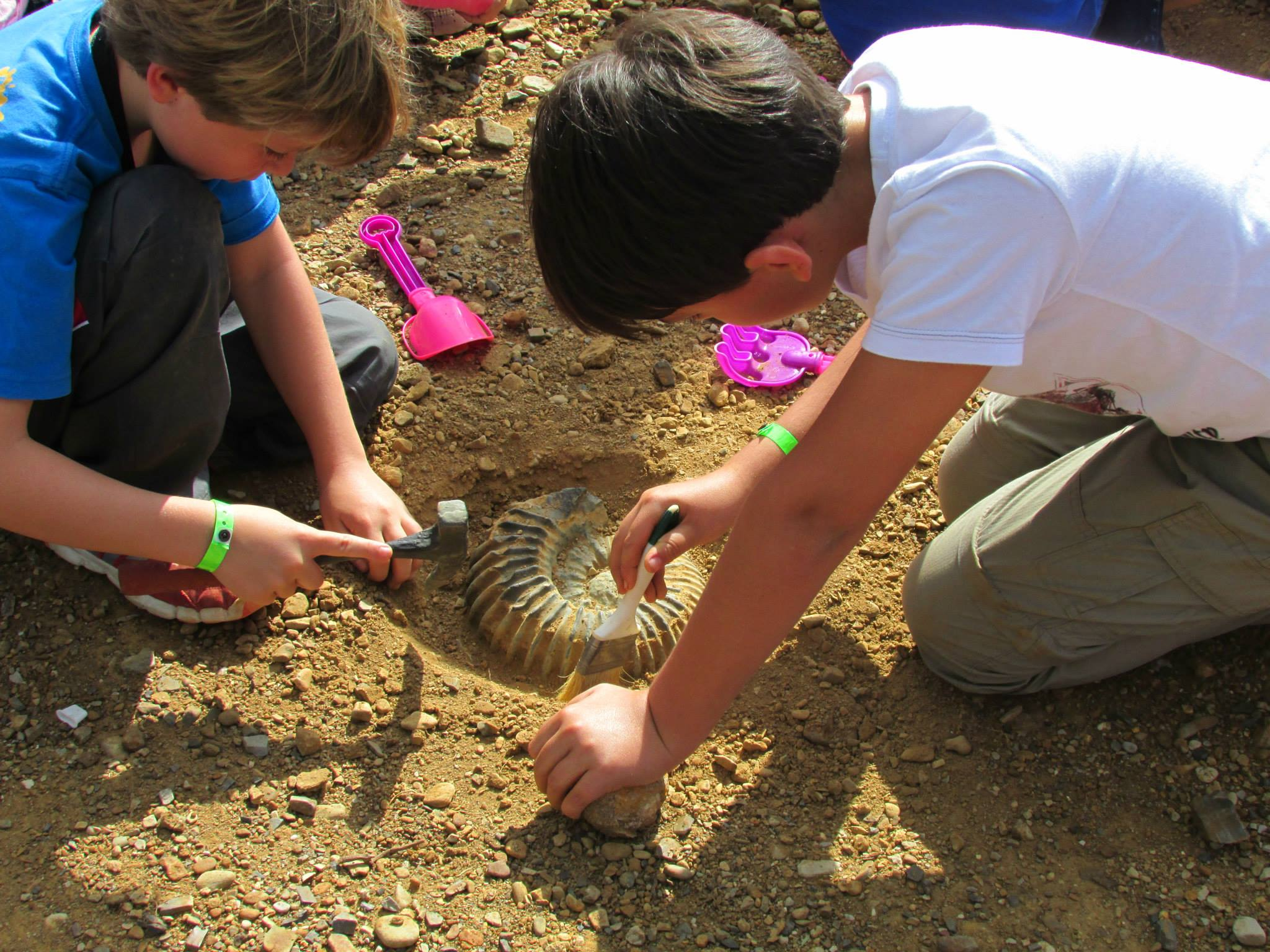
CAMPO

"El explorador paleontológico" es una actividad que permite conocer el proceso completo del hallazgo de un fósil desde su búsqueda y descubrimiento en campo, hasta la limpieza y extracción de los restos de organismos que habitaron este territorio hace cerca de 130 millones de años, logrando así, experimentar y entender el trabajo de un paleontólogo de campo. 
La zona de excavación es una simulación de un terreno montañoso de Villa de Leyva, que recrea un ambiente geológico con gran riqueza de fósiles, en donde el "explorador paleontológico" con ayuda de herramientas de campo, podrá divertirse aprendiendo de un mundo prehistórico.  